# Ankylopteryx (Sencera) anomala
Ankylopteryx (Sencera) anomala is een insect uit de familie van de gaasvliegen (Chrysopidae), die tot de orde netvleugeligen (Neuroptera) behoort. 
Ankylopteryx (Sencera) anomala is voor het eerst wetenschappelijk beschreven door Brauer in 1864.